# 小坂涼太郎
小坂 涼太郎（こさか りょうたろう、1996年7月5日 - ）
は、日本の俳優、モデルである。埼玉県出身。2023年9月末までジュネスに所属していた。現在はフリーで活動。

## 略歴
3歳の頃よりモデル・芸能活動をスタート。
中学1年生の時に映画『僕たちのプレイボール』にてスクリーンデビュー。
2015年に韓国で開催されたコンテスト「2015 Asia Model Festival・Asia Model Awards」 日本代表モデルとして出場した。同年、ハイパープロジェクション演劇 『ハイキュー!!』にて舞台デビューを果たす。
2023年9月30日をもって株式会社ジュネスを退所。
2024年2月、オフィシャルファンクラブを開設。

## 人物
- 特技はサッカー、趣味はゲームとポケモンカード[1]。
- 須賀健太と仲が良く、『アウト×デラックス』に「須賀健太なしでは生きられない俳優」として、出演[8]。バスツアーや[8]、株式会社sgks「須賀取締役と小坂部長代理のオンステ会議」[9]、「さんたなぴくと」での配信[10]、ファンイベントなどを共に行なっている[11]。

## 出演

### テレビドラマ
- 最高の離婚Special 2014（2014年2月8日、フジテレビ）
- あの界隈を恋愛ドラマにしたら…不覚にもキュンときた「派手髪の恋」（2022年8月13日、中京テレビ）[12]
- ゴーストヤンキー（2024年4月19日 - 5月17日、毎日放送） - 佐々岡順平 役[13]

### 映画
- 僕たちのプレイボール（2010年） - 岡村聡 役[3]
- 人生の着替えかた「ミスりんご」（2020年）[14]
- 映画『浅草花やしき探偵物語 神の子は傷ついて』（2020年） - テルキ 役[15]
- 犬、回転して、逃げる（2023年）[16]

### 舞台
2015年
- ハイパープロジェクション演劇 『ハイキュー!!』（11月14日 - 12月13日、AiiA 2.5 Theater Tokyo 他） - 月島蛍（） 役

2016年
- SOLID STARプロデュースVol.6『ヨビコー!!〜You be cool !〜』（3月2日 - 6日、六行会ホール） - 馬場早大 役
- ハイパープロジェクション演劇 『ハイキュー!!』“頂の景色”（4月8日 - 5月8日、AiiA 2.5 Theater Tokyo 他） - 月島蛍 役
- 舞台『昆虫戦士コンチュウジャー』（6月8日 - 12日、紀伊國屋ホール） - タートル軍曹 役
- ホイッスル!BREAK THROUGH-壁をつき破れ-（8月31日 - 9月8日、シアター1010） - 不破大地 役
- ハイパープロジェクション演劇 『ハイキュー!!』“烏野、復活！”（10月28日 - 12月4日、AiiA 2.5 Theater Tokyo 他） - 月島蛍 役

2017年
- ILLUMINUS Debut Stage『ジュブナイル』（1月21日 - 22日、シアター1010） - 主演 アキラ 役
- ハイパープロジェクション演劇 『ハイキュー!!』“勝者と敗者”（3月24日 - 5月7日、TOKYO DOME CITY HALL 他） - 月島蛍 役
- 午前5時47分の時計台（5月16日 - 6月4日、ポートピアホール 他）  - みのる 役
- 舞台『BRAVE10』（6月28日 - 7月2日、全労済ホール スペース・ゼロ） - 伊達政宗 役
- SOLID STARプロデュースvol.10『仁義ある宴会』（7月16日、シアターサンモール） - ゲスト出演
- 舞台『昆虫戦士コンチュウジャー2』（8月14日、全労済ホール スペース・ゼロ） - ゲスト出演
- ハイパープロジェクション演劇 『ハイキュー!!』“進化の夏” （9月8日 - 10月29日、TOKYO DOME CITY HALL 他） - 月島蛍 役
- コメディ舞台『完全犯罪 〜Perfect Crime〜』（9月26日、ムーブ町屋） - 田中幸雄 役
- SOLID STARプロデュースvol.12『ハッピーマーケット』（11月22日 - 26日、全労済ホール スペース・ゼロ） -  小沢理 役

2018年
- 舞台『私のホストちゃん REBORN〜絶唱！大阪ミナミ編』（1月19日 - 2月11日､ サンシャイン劇場 他） - 珠輝 役
- ハイパープロジェクション演劇 『ハイキュー!!』“はじまりの巨人” （4月28日 - 6月8日、日本青年館ホール 他） - 月島蛍 役
- 舞台『BRAVE10 燭〜ともしび〜』（7月26日 - 29日、なかのZERO 大ホール） - 伊達政宗 役
- Acrobat Stage『Infini-T Force』（8月29日 - 9月2日、IMAホール） -  南城二 / テッカマン 役
- ハイパープロジェクション演劇 『ハイキュー!!』“最強の場所” （10月20日 - 12月16日、TOKYO DOME CITY HALL 他） - 月島蛍 役

2019年
- 舞台劇『からくりサーカス』（1月10日 - 20日、新宿FACE） - 白金（） 役 
- 舞台『文豪とアルケミスト 余計者ノ挽歌』（2月21日 - 3月10日、シアター1010 他） - 坂口安吾 役
- 幕末太陽傳 外伝（4月18日 - 28日、三越劇場） - 品川弥二郎 役
- 舞台『刀剣乱舞』慈伝 日日の葉よ散るらむ（）（6月14日 - 8月4日、品川プリンスホテル ステラボール 他） - 次郎太刀 役
- theatre PEOPLE PURPLE『STRANGE CLAN』（8月29日 - 9月1日、あうるすぽっと） - ノア・アトウッド  役
- Reading Act『打ち上げ花火が消えた後、カケラみたいに光る星。』（9月11日 - 9月16日、アトリエファンファーレ高円寺） - 鏑木昴 役
- 舞台劇『からくりサーカス』〜デウス・エクス・マキナ（機械仕掛けの神）編〜（10月10日 - 19日、新宿FACE） - 白金 役
- 舞台『文豪とアルケミスト 異端者ノ円舞(ワルツ)』（12月27日 - 2020年1月13日、森ノ宮ピロティホール 他） - 坂口安吾 役

2020年
- 人狼系アドリブ推理バトル『レジスタンスイレブン〜バレンタインを守り抜け！〜』（2月8日 - 15日、コフレリオ新宿シアター）
- ミュージカル『チェーザレ 破壊の創造者』（4月13日 - 5月11日、明治座） - フランチェスコ・レモリーネス 役 ※新型コロナウイルスの影響により公演中止
- 100点un・チョイス！『#これで恋ができるなら』（6月3日 - 7日、CBGKシブゲキ!!）※新型コロナウイルスの影響により公演中止
- 人狼系アドリブ推理バトル『レジスタンスイレブン〜見えない敵を封鎖せよ〜』（6月10日 - 21日、TACCS1179）※新型コロナウイルスの影響により公演中止。
- 闇劇『獄都事変』（7月11日 - 19日、新宿FACE） - 木舌 役
- 舞台『BRAVE10 〜昇焉〜』（9月19日 - 27日） - 伊達政宗 役
- アプリ男子（仮）（11月18日 - 23日、新宿村LIVE）※プロデュース公演

2021年
- 舞台『紅葉鬼〜童子奇譚〜』（1月8日 - 14日、日本青年館ホール） - 渡辺綱 役
- 人狼系推理バトル『レジスタンスイレブン〜未知なる敵からの卒業〜』（3月12日 - 16日、R'sアートコート）
- 朗読劇 ドラゴンギアス Another〜再生のための物語〜（4月7日 - 11日、渋谷区文化総合センター大和田 伝承ホール） - ヘンリー 役
- 舞台『剣が君-残桜の舞-』再演（6月2日 - 6日、こくみん共済 coop ホール スペース・ゼロ） - 斬鉄 役
- 家庭教師ヒットマンREBORN! the STAGE -episode of FUTURE- 後編（7月28日 - 8月1日、天王洲 銀河劇場） - 桔梗 役
- モデルドリームズ2021（8月28日・29日、愛知県芸術劇場 小ホール） - 伝説のメンズモデル Kohei 役
- 舞台『ニュー熱海国際ホテル』（12月25日 - 29日、ウッディシアター中目黒） - 本田 役

2022年
- 舞台『機動戦士ガンダム 00 -破壊による覚醒-Re:（in）novation』（2月4日 - 14日、新国立劇場 中劇場） - アレルヤ・ハプティズム 役
- 舞台『無人島に生きる十六人』（4月15日 - 24日、こくみん共済 coop ホール スペース・ゼロ） - 川口雷蔵 役
- ワーキング・ステージ『ビジネスライクプレイ2』（6月3日 - 12日、新宿FACE） - 妻恋佑一郎 役
- 舞台『青少年アシベ』（7月13日 - 17日、大手町三井ホール） - 阿南スガオ 役
- 舞台『ドロシー』（8月31日 - 9月9日、草月ホール） - カカシ 役
- ジェヴォーダンの怪物〜狼男伝説〜（10月20日 - 23日、こくみん共済 coop ホール スペース・ゼロ） - レオ・ヘルシング 役
- 人狼系推理バトル『レジスタンスイレブン〜集いはハロウィンで〜』（10月29日・30日、コフレリオ新宿シアター）

2023年
- 舞台『文豪とアルケミスト 戯作者ノ奏鳴曲（ソナタ）』（2月17日 - 3月5日、品川プリンスホテル ステラボール 他） - 坂口安吾 役
- 舞台『ブルーロック』（5月4日 - 14日、サンケイホールブリーゼ 他） - 凪誠士郎 役
- 舞台『大正浪漫探偵譚-エデンの歌姫-』（7月5日 - 12日、草月ホール）-南条司 役
- 舞台『刀剣乱舞』七周年感謝祭 夢語刀宴會（）（8月4日 - 6日、幕張メッセ 幕張イベントホール） - 次郎太刀 役
- アナ伝4『The Dawn of The Ragnarok 〜異聞・北欧神話〜』（9⽉16⽇ - 24⽇、シアターサンモール） - フェンリル 役

2024年
- 人狼系推理バトル『レジスタンスイレブン～陰謀を阻止せよ～』（1月7日・8日、TACCS1179）
- 夜明（2月29日 - 3月3日、BIG TREE THEATER）
- ワイルド番地（4月5日 - 14日、あうるすぽっと）
- 舞台版「湯を沸かすほどの熱い愛」（5月18日 - 26日、サンシャイン劇場、6月1日 - 2日、サンケイホールブリーゼ） - 向井拓海 役
- 狂音文奏楽『文豪メランコリー:Re』（6月28日 - 30日、博品館劇場） - 萩原朔太郎 役
- 朗読劇『初等教育ロイヤル』(8月21日 - 25日、こくみん共済 coop ホール／スペース・ゼロ)- 井上くん役
- アナタを幸せにする世界の伝説シリーズファイナル『ヴィーデン劇場の魔笛~モーツァルト伝説~』(9月17日 - 23日、シアターサンモール)  - フェリックス・メンデルスゾーン役
- 舞台『ハンドレッドノート〜暗闇に消えた月〜』（10月3日 - 13日、品川プリンスホテル クラブeX） - 枯柳杖道 役
- 舞台『のうぜい合戦』（10月30日 - 11月26日、CBGKシブゲキ!! 他）
- コメディ朗読劇CONTELLING『とりあえずウーロン茶』（俳優編）（12月21日、よみうり大手町ホール）
- Mystery Theater vol.2『スターライドオーダー2』（12月28日、ブルースクエア四谷）

2025年
- 笑いの実践集団 第3回公演 リーディングアクト『夏と夜と夢』（1月14日 - 19日、シアター・アルファ東京）
- 朗読劇「文豪Letters」2025年2月公演（2025年2月1日・2日、北とぴあ ドームホール）
- 人狼系推理バトル【レジスタンスイレブン〜潜春と謀略の交差点〜】（2月28日 - 3月2日、CBGKシブゲキ!!）
- マーダーミステリーシアター『殺意の代償』（3月12日、品川プリンスホテル クラブeX）
- 『ZIPANG～遥かなる路～』（4月9日-4月19日、博品館劇場）

### 配信番組
- ソースチャイニーズ小坂楼（2023年12月- 、NATSLIVE）[注釈 1] [77]

### 配信ドラマ
- スマボMovie第9弾「隠れ家で夜ふかし」（2018年2月 - 3月、スマートボーイズ） - 尺小富 役
- 今日のどこかで（2020年9月5日、mevie）[78]
- 怪奇物件探偵Ｘ（2021年4月、LINE LIVE）[79]

### ネット配信
- 刀剣乱舞 大演練 〜控えの間〜（2020年8月11日、DMM.com）[80]
- 億秒くんの羨望道中（2021年2月27日、SPWN）[81]

### CM
- カルピス「カルピスソーダ」
- 三井住友海上あいおい生命保険

### コンテスト
- 「2015 Asia Model Festival・Asia Model Awards」日本代表モデル

## 書籍

### 写真集
- 『ボクと君のある日のこと。-横顔篇-』（2017年7月、グレイプス） ISBN 978-4-294-00059-5